# Station Gleneagles
Gleneagles is een spoorwegstation van National Rail in Perth and Kinross in Schotland. Het station is eigendom van Network Rail en wordt beheerd door ScotRail. 

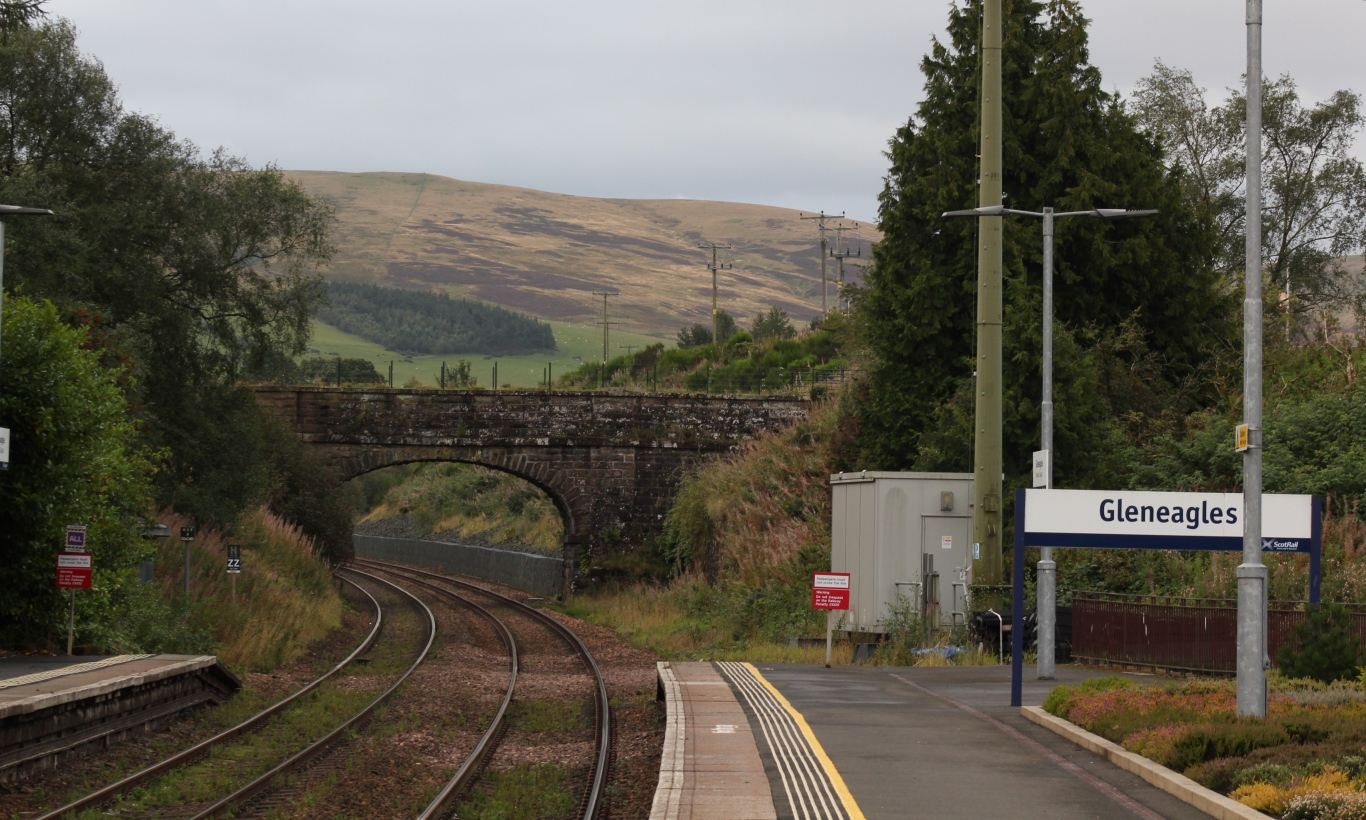
Uitzicht vanaf het station